# Jung Kook
Jeon Jung-kook (전정국?, 田柾國?, Jeon Jeong-gukLR, Chŏn JŏnggukMR), noto semplicemente come Jung Kook (Busan, 1º settembre 1997) è un cantante e compositore sudcoreano.
Dal 2013 è membro del gruppo musicale BTS, sotto contratto con la Big Hit Music. Il 14 luglio 2023 ha esordito come solista col singolo Seven.

## Biografia

### Infanzia e primi anni
Jung Kook è nato il 1º settembre 1997 a Busan, nel quartiere di Mandeok-dong (distretto di Buk), in una famiglia composta dai genitori e dal fratello Jung-hyeon (nato a giugno 1995), e ha frequentato le scuole elementari e medie Baekyang nella sua città natale. Da piccolo desiderava diventare un giocatore di badminton, ma nel 2010 un'esibizione di G-Dragon con Heartbreaker vista in televisione gli ha fatto decidere di diventare un cantante. L'anno successivo si è presentato ad un provino per il talent show sudcoreano Superstar K durante le audizioni a Daegu. Non è stato selezionato, ma ha ricevuto i biglietti da visita di sette compagnie di intrattenimento: vista la fama di Bang Si-hyuk, suo padre gli ha consigliato di provare con la Big Hit Entertainment, e la scelta è stata confermata dopo aver visto su YouTube un video di RM mentre si esibiva. Ha lasciato quindi Busan per trasferirsi a Seul, dove ha proseguito gli studi alla scuola media Singu. Per lavorare sulle sue abilità di ballo in preparazione al debutto come idol, ha frequentato per un mese la scuola di danza Movement Lifestyle a Los Angeles nel luglio 2012, e l'esperienza gli ha fatto maturare il desiderio di diventare coreografo di professione, prima di tornare a dedicarsi al canto. Nel giugno 2012 è apparso nel video musicale di I'm Da One di Jo Kwon, e fa da ballerino di supporto per le Glam prima del proprio debutto.

### 2013-2019: debutto e primi anni con i BTS

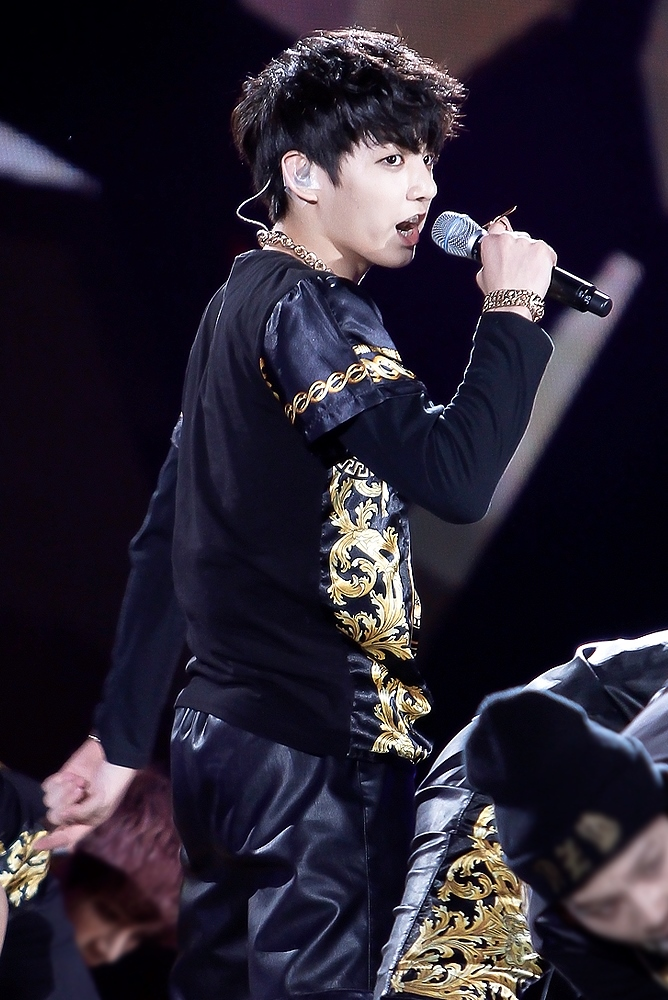
Jung Kook mentre si esibisce al festival Korean Music Wave a Incheon, 1 settembre 2013

Nel giugno 2013, Jung Kook ha esordito come membro dei BTS con l'uscita del singolo 2 Cool 4 Skool. Nel corso degli anni, ha scritto e prodotto diverse canzoni per il gruppo, tra cui Love is Not Over e Magic Shop. Nel settembre 2015, ha partecipato alla campagna "One Dream, One Korea" e alla sua canzone corrispondente, una collaborazione tra più artisti coreani in memoria della Guerra di Corea. La canzone è stata pubblicata il 24 settembre e presentata al One K Concert a Seul il 15 ottobre dello stesso anno. Nel 2016 ha fatto da presentatore speciale in una puntata di Show! Eum-ak jungsim, è apparso nel pilota del varietà Kkonnor-ipae e in cinque episodi del reality show Kkonminam bromance in coppia con Lee Min-woo degli Shinhwa. Inoltre si è esibito a Bongmyeon ga-wang con il nome di Fencing Man, gareggiando negli episodi 71 e 72. A luglio ha presentato il Show! Eum-ak jungsim Summer Festival a Ulsan insieme a Jimin, Kim Sae-ron e Kim Min-jae, mentre a dicembre dello stesso anno ha partecipato al KBS ga-yo daechukje, interpretando la canzone I'm a Butterfly insieme ad altri artisti nati nel 1997. A quello stesso anno risale il suo assolo Begin, contenuto nell'album Wings, in cui ha parlato del suo trasferimento a Seul per diventare un idol e dell'incontro con i membri dei BTS. Nel febbraio 2017 si è diplomato in Musica applicata alla School of Performing Arts di Seul, laureandosi in seguito alla facoltà di Intrattenimento e telecomunicazioni della Global Cyber University.
Un suo brano solista intitolato Euphoria, usato come colonna sonora del cortometraggio dei BTS Euphoria: Theme of Love Yourself 起 Wonder, è stato incluso nella raccolta del 2018 Love Yourself: Answer; ha raggiunto la quinta posizione nella classifica di Billboard Bubbling Under Hot 100 ed è rimasto per 13 settimane nella World Digital Song Sales. Il 25 ottobre 2018 Jung Kook ha ricevuto l'Ordine al merito culturale di quinta classe dal Presidente della Corea del Sud insieme agli altri membri dei BTS. Il 6 novembre, ha eseguito We Don't Talk Anymore insieme al cantante statunitense Charlie Puth durante la prima edizione dei Genie Music Award.

### 2020-oggi: inizi come solista
Il 21 febbraio 2020 è uscito il settimo album in studio dei BTS, Map of the Soul: 7, che contiene My Time, un assolo in cui ha espresso rammarico per le esperienze giovanili mancate a causa della carriera. Il pezzo si è posizionato 84º sulla Billboard Hot 100. Il 4 giugno 2020 ha pubblicato su SoundCloud il suo primo pezzo solista inedito, la ballata Still With You. In seguito ha firmato alcune tracce del nono album Be, oltre ad aver coordinato la produzione del disco e diretto i tre video musicali di Life Goes On, il singolo di traino.
A luglio 2021 è stato nominato inviato presidenziale speciale per le generazioni future e la cultura dal presidente sudcoreano Moon Jae-in insieme agli altri membri dei BTS, e dotato di passaporto diplomatico per partecipare all'assemblea generale delle Nazioni Unite il 20 settembre. L'11 febbraio ha pubblicato il singolo Stay Alive per la colonna sonora del webtoon 7 Fates: Chakho, con cui ha fatto il suo primo ingresso solista nella Billboard Hot 100. Il 24 giugno è uscito Left and Right in collaborazione con Charlie Puth, mentre il 20 novembre si è esibito alla cerimonia d'inaugurazione del campionato mondiale di calcio in Qatar, avendo partecipato alla sua colonna sonora, il singolo Dreamers.

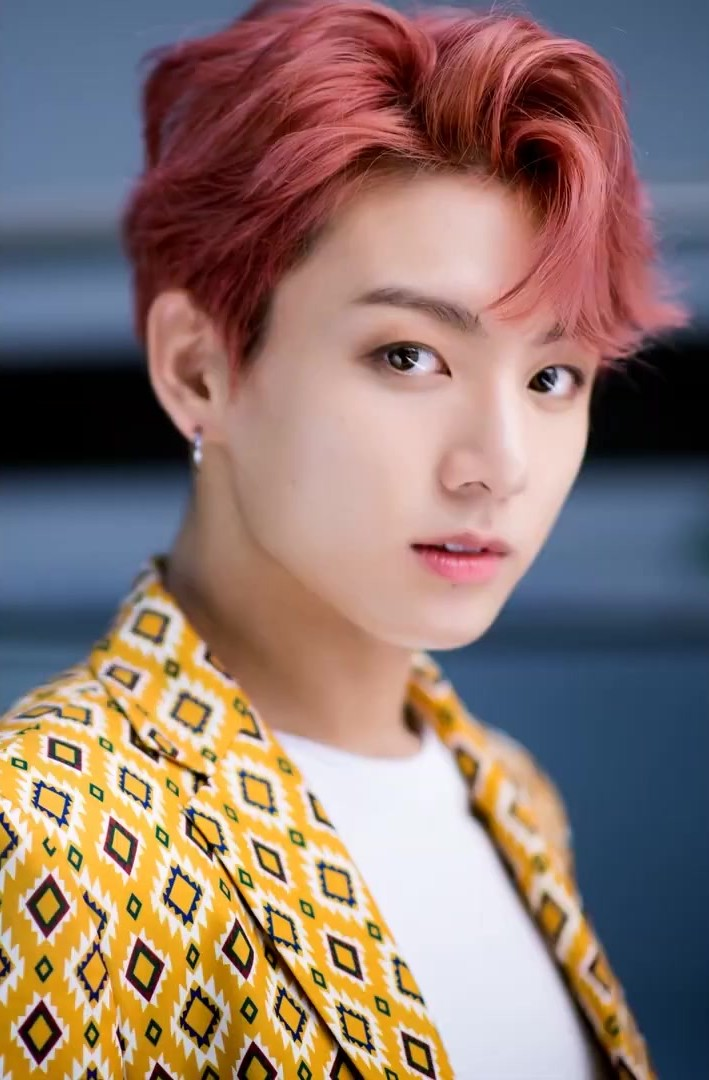
Jung Kook sul set del video musicale di Idol nel 2018.

Nel marzo 2023 è diventato brand ambassador delle linee di intimo e jeans di Calvin Klein. Il 3 luglio Still With You e My You sono state distribuite commercialmente in preparazione al suo debutto solista con il singolo Seven: uscito il 14 luglio, gli ha permesso di debuttare direttamente in vetta alla Billboard Hot 100 e di aggiudicarsi un MTV Video Music Award alla canzone dell'estate. Il 23 settembre è stato co-headliner del Global Citizen Festival a Central Park, serata durante la quale ha annunciato il suo secondo singolo 3D (feat. Jack Harlow) in uscita cinque giorni dopo. Il 3 novembre è uscito il suo primo album, Golden, che è stato il 14º disco più venduto al mondo per quell'anno. Il 7 giugno 2024 ha pubblicato il singolo Never Let Go per commemorare l'11º anniversario dei BTS.

## Vita privata
Nato da padre cristiano e madre buddhista, ha dichiarato di non appartenere a nessuna confessione religiosa.
Nel settembre 2020 è diventato azionista della Hybe, con 68 385 quote a suo nome.
Grazie a una nuova legge promulgata nel 2020 dalla Corea del Sud per gli artisti che hanno contribuito allo sviluppo culturale del Paese, ha potuto posticipare il servizio militare fino al suo 30º compleanno, quando normalmente i maschi sudcoreani devono svolgerlo entro i 28 anni. Il 22 novembre 2023 ha richiesto l'annullamento del rinvio, avviando le pratiche per iniziare la leva, che ha cominciato il 12 dicembre successivo al campo d'addestramento della quinta divisione di fanteria a Yeoncheon. È stato congedato l'11 giugno 2025.

## Stile musicale

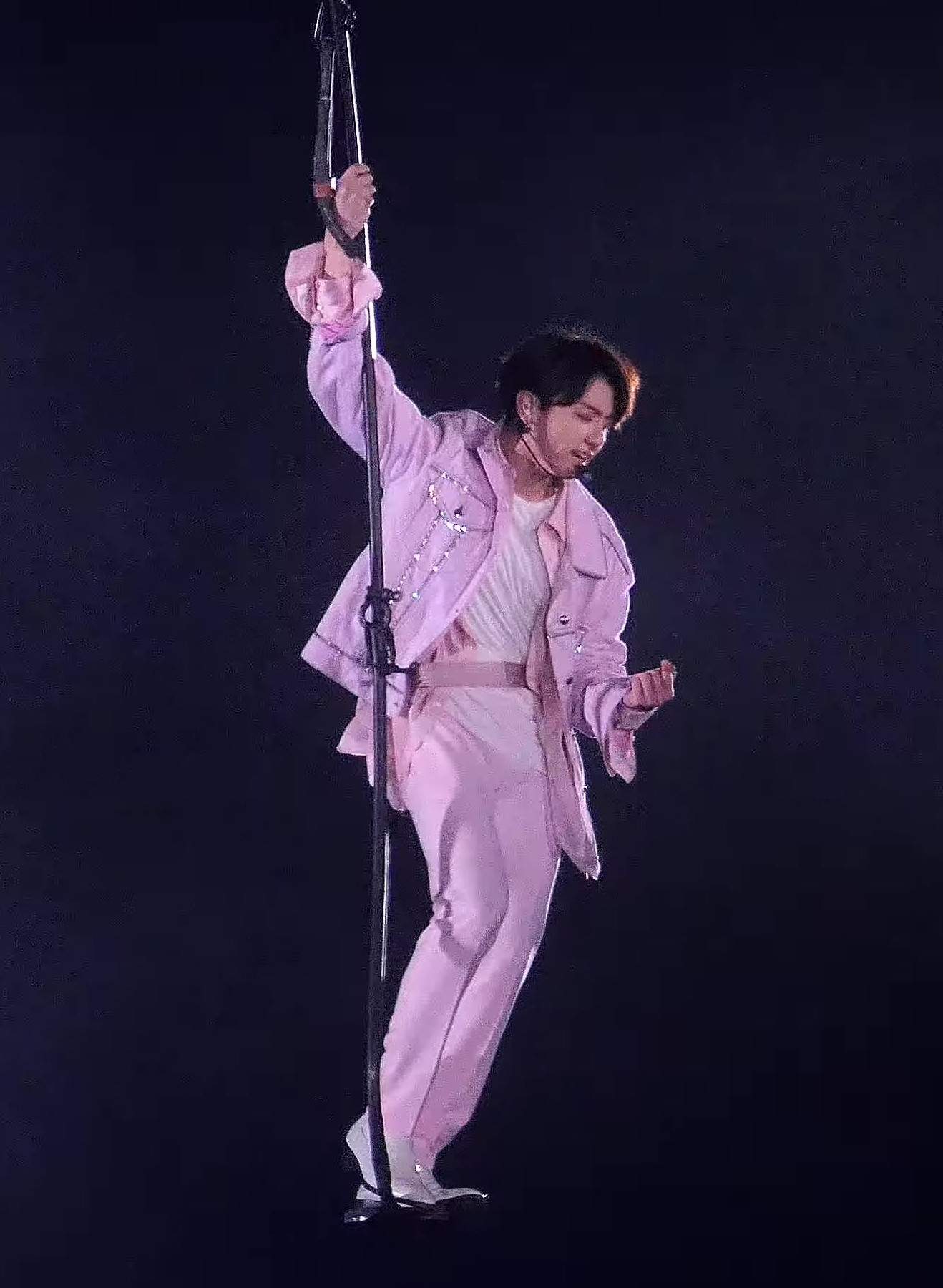
Jeon durante un'esibizione di Euphoria al Rose Bowl di Pasadena nel 2019.

Jung Kook è un tenore. Kim Min-sook di Reputation ha descritto la sua voce come "morbida" e adatta alle canzoni sentimentali, lodandolo per la capacità di mantenere un'intonazione stabile anche mentre balla, mentre Mary Siroky di Consequence ha scritto che "ha una voce chiara, capace, costruita per la musica pop". Brian Hiatt di Rolling Stone l'ha definito "straordinariamente pieno di sentimento", mentre il critico musicale Kim Young-dae ha considerato la sua interpretazione il punto di forza di brani come Danger in Dark & Wild, Butterfly e Autumn Leaves in The Most Beautiful Moment in Life, Pt. 2, e Lost in Wings, oltre che nell'assolo Euphoria contenuto in Love Yourself: Answer, giudicando la sua voce "specialmente notevole, sia per la tecnica, sia per la sua capacità dettagliata ed espressiva che attribuisce molta poesia a note ordinarie". Per lo scrittore di musica Randy Suh, ha un acuto senso del ritmo e del tono, e il suo modo di cantare, che si avvicina maggiormente a quello dei cantanti pop americani rispetto a quello dei cantanti coreani, "arriva sempre con una dose di arioso affanno, giocando un ruolo chiave nelle sue transizioni fluide tra voce di petto e di testa".
Il 1º gennaio 2023, Rolling Stone l'ha inserito in posizione 191 nella lista dei 200 cantanti migliori di tutti i tempi, scrivendo che "raggiunge le note alte con facilità e armonizza con gli altri membri [dei BTS] senza sforzo, dando sempre al suo pubblico nuovi ad-lib e riff vocali inaspettati per mantenere alto l'interesse".
Nelle prime opere dei BTS ha alternato il canto al rap. Cita Justin Timberlake, Usher, Justin Bieber e gli altri membri dei BTS tra le sue ispirazioni musicali, mentre ha indicato RM come suo modello di ruolo, attribuendogli la nascita del suo interesse per il canto prima ancora di entrare alla Big Hit.
A gennaio 2024 è diventato membro della Korea Copyright Music Association.

## Impatto e influenza
Gli oggetti utilizzati da Jung Kook vanno spesso esauriti velocemente, pertanto è stato soprannominato "Sold Out King" dai media. Tra essi figurano delle scarpe, un ammorbidente per abiti, un vino, una marca di kombucha, degli hanbok e il romanzo I Decided to Live as Me di Kim Soo-hyun, che è diventato un best seller sia in Corea che in Giappone ed è stato conseguentemente pubblicato anche in Thailandia, Cina e Indonesia.
Nel luglio 2019, ha dato il via alla moda degli hanbok modernizzati nell'industria dell'intrattenimento coreano dopo averne indossato uno in aeroporto, con diverse celebrità come Jun Hyun-moo, Jang Do-yeon, Gong Hyo-jin, Oh Seung-hwan e Park Joo-ho che li hanno indossati seguendo il suo esempio.
Alcuni artisti l'hanno citato come fonte d'ispirazione e modello di ruolo, quali Kim Dong-han e gli Hyeongseop X Euiwoong.
Nel 2023 è stato inserito da The Hollywood Reporter nella lista dei 25 artisti che hanno rappresentato l'anno in campo musicale per il successo riscosso con Seven.

## Filantropia
Il 14 aprile 2023 ha donato un miliardo di won all'Ospedale per l'Infanzia dell'Università Nazionale di Seul per la cura dei bambini provenienti da famiglie con basso reddito. Nel marzo 2025 ha devoluto lo stesso importo per far fronte agli incendi boschivi nella Corea meridionale.

## Discografia

### Da solista

#### Album in studio
- 2023 – Golden

#### Singoli
- 2013 – Perfect Christmas (con Jo Kwon, Lim Jeong-hee, Joo Hee e RM)[91]
- 2015 – One Dream One Korea (con vari artisti)
- 2016 – I'm in Love (con Lady Jane)[92]
- 2020 – Still with You
- 2022 – Stay Alive
- 2022 – My You
- 2022 – Dreamers
- 2023 – Seven (feat. Latto)
- 2023 – 3D (feat. Jack Harlow)
- 2023 – Too Much (con The Kid Laroi e Central Cee)
- 2023 – Standing Next to You
- 2024 – Never Let Go

#### Collaborazioni
- 2022 – Left and Right (Charlie Puth feat. Jung Kook)

### Con i BTS

#### Album in studio
- 2014 – Dark & Wild
- 2014 – Wake Up
- 2016 – Youth
- 2016 – Wings
- 2018 – Face Yourself
- 2018 – Love Yourself: Tear
- 2020 – Map of the Soul: 7
- 2020 – Map of the Soul: 7 - The Journey
- 2020 – Be

#### Raccolte
- 2014 – 2 Cool 4 Skool/O!RUL8,2?
- 2016 – The Most Beautiful Moment in Life: Young Forever
- 2017 – The Best of BTS
- 2018 – Love Yourself: Answer
- 2021 – BTS, the Best
- 2022 – Proof

### Crediti come autore
Crediti adattati dal database della Korea Music Copyright Association, se non diversamente specificato.
- 2013 – We Are Bulletproof Pt.2 (in 2 Cool 4 Skool)[94]
- 2013 – No More Dream (in 2 Cool 4 Skool)[94]
- 2013 – Outro: Circle Room Cypher (in 2 Cool 4 Skool)
- 2015 – Outro: Love Is Not Over (in The Most Beautiful Moment in Life, Pt. 1, anche produttore)
- 2015 – Run (in The Most Beautiful Moment in Life, Pt. 2)
- 2016 – Dead Leaves (in The Most Beautiful Moment in Life: Young Forever)
- 2016 – Run (Alternative Mix) (in The Most Beautiful Moment in Life: Young Forever)
- 2016 – Love Is Not Over (in The Most Beautiful Moment in Life: Young Forever, anche produttore)
- 2016 – Run (Ballad Mix) (in The Most Beautiful Moment in Life: Young Forever)
- 2016 – Introduction: Youth (in Youth)
- 2018 – Magic Shop (in Love Yourself: Tear, anche produttore)
- 2020 – My Time (in Map of the Soul: 7)
- 2020 – Still With You (anche produttore)[95]
- 2020 – Your Eyes Tell (in Map of the Soul: 7 - The Journey)[96]
- 2020 – Outro: The Journey (in Map of the Soul: 7 - The Journey)[96]
- 2020 – In the Soop (per la colonna sonora di BTS In the Soop)
- 2020 – Skit dei BTS (in Be)
- 2020 – Telepathy dei BTS (in Be)
- 2020 – Stay dei BTS (in Be)
- 2021 – Film Out dei BTS (in BTS, the Best)
- 2022 – Run BTS (in Proof, scrittura)
- 2022 – My You (anche produttore)[97]

## Filmografia

### Cinema
- Jung Kook: I Am Still, regia di Park Jun-soo (2024)

### Televisione
- Kkonminam bromance (꽃미남 브로맨스?) – varietà, 5 episodi (2016)
- Are You Sure?! (이게 맞아?!?, Ige maj-a?!LR) – reality show, 8 episodi (2024)
- Jung Kook: I Am Still - The Original – docuserie, 3 episodi (2024)

## Riconoscimenti
- Asia Artist Award[99]
  - 2024 – Miglior record K-pop
- Asia Star Entertainer Award[100]
  - 2024 – Canzone dell'anno per Seven (feat. Latto)
- Asian Pop Music Award[101][102]
  - 2023 – Miglior artista maschile straniero
  - 2023 – Top 20 degli album stranieri dell'anno per Golden
  - 2023 – Top 20 delle canzoni straniere dell'anno per Seven (feat. Latto)
  - 2023 – Candidatura Album straniero dell'anno per Golden
  - 2023 – Candidatura Miglior collaborazione straniera per Seven (feat. Latto)
  - 2023 – Candidatura Miglior video musicale straniero per Seven (feat. Latto)
- Billboard Music Award
  - 2023 – Miglior canzone K-pop globale per Seven (feat. Latto)[103]
  - 2024 – Miglior album K-pop per Golden[104]
  - 2024 – Miglior canzone K-pop globale per Standing Next to You[104]
  - 2024 – Candidatura Top Song Sales Artist[105]
  - 2024 – Candidatura Miglior artista K-pop globale[105]
  - 2024 – Candidatura Canzone più venduta per Standing Next to You[105]
  - 2024 – Candidatura Miglior canzone K-pop globale per 3D (feat. Jack Harlow)[105]
- Circle Chart Music Award[106][107]
  - 2024 – Artista dell'anno (album) per Golden
  - 2024 – Artista dell'anno (digitale) per Seven (feat. Latto)
  - 2024 – Artista dell'anno (streaming globale) per Seven (feat. Latto)
  - 2024 – Candidatura Artista dell'anno (streaming - ascoltatori unici) per Seven (feat. Latto)
- E! People's Choice Awards
  - 2022 – Collaborazione dell'anno per Left and Right[108]
  - 2022 – Candidatura Video musicale dell'anno per Left and Right[108]
  - 2024 – Artista maschile dell'anno[109]
  - 2024 – Candidatura Artista pop dell'anno[110]
  - 2024 – Candidatura Nuovo artista dell'anno[110]
  - 2024 – Candidatura Collaborazione dell'anno per Seven (feat. Latto)[110]
- Golden Disc Award[111]
  - 2024 – Miglior album per Golden
  - 2024 – Miglior canzone digitale per Seven (feat. Latto)
- Global Award
  - 2024 – Migliori fan[112]
- Hanteo Music Award
  - 2024 – Artista dell'anno (Bonsang)[113]
  - 2024 – Candidatura Artista globale[114]
- iHeart Radio Music Awards
  - 2023 – Candidatura Miglior video musicale per Left and Right[115]
  - 2024 – Artista K-pop dell'anno[116]
  - 2024 – Miglior video musicale per Seven (feat. Latto)[116]
  - 2024 – Candidatura Canzone K-pop dell'anno per Seven (feat. Latto)[117]
  - 2024 – Candidatura Miglior video musicale per 3D (feat. Jack Harlow)[117]
  - 2024 – Candidatura Album di debutto preferito per Golden[117]
  - 2025 – Candidatura Preferito sullo schermo per Are You Sure?![118]
- Japan Gold Disc Award
  - 2023 – Canzone dell'anno per lo streaming (occidente) per Left and Right[119]
  - 2024 – Canzone dell'anno per i download (Asia) per Seven (feat. Latto)[120]
- Korean Music Award[121]
  - 2024 – Candidatura Musicista dell'anno
  - 2024 – Candidatura Canzone dell'anno per Seven (feat. Latto)
  - 2024 – Candidatura Miglior canzone K-pop per Seven (feat. Latto)
  - 2024 – Candidatura Miglior album K-pop per Golden
- MAMA Award
  - 2023 – Miglior collaborazione per Seven (feat. Latto)[122]
  - 2023 – Miglior esibizione di danza di un solista maschile per Seven (feat. Latto)[122]
  - 2023 – Candidatura Artista dell'anno[123]
  - 2023 – Candidatura Miglior artista maschile[123]
  - 2023 – Candidatura Canzone dell'anno per Seven (feat. Latto)[123]
  - 2023 – Candidatura Miglior video musicale per Seven (feat. Latto)[123]
  - 2024 – Miglior artista maschile[124]
  - 2024 – Miglior esibizione di danza di un solista maschile per Standing Next to You[124]
  - 2024 – Candidatura Scelta dei fan (uomini) - top 10[124]
  - 2024 – Candidatura Artista dell'anno[125]
  - 2024 – Candidatura Album dell'anno per Golden[124]
  - 2024 – Candidatura Canzone dell'anno per Standing Next to You[124]
- Melon Music Award
  - 2023 – Top 10 artisti[126]
  - 2023 – Miglior solista uomo[127]
  - 2023 – Hot Trend[127]
  - 2023 – Millions Top 10 per Seven (feat. Latto)[127]
  - 2023 – Candidatura Artista dell'anno[128]
  - 2024 – Miglior solista uomo[129]
  - 2024 – Millions Top 10 per Golden[129]
  - 2024 – Top 10 artisti[129]
- MTV Europe Music Awards
  - 2023 – Miglior canzone per Seven (feat. Latto)[130]
  - 2023 – Miglior artista K-Pop[130]
  - 2023 – Candidatura Biggest Fans[131]
  - 2024 – Candidatura Miglior artista K-pop[132]
- MTV Millennial Award
  - 2019 – Instagrammer globale[133]
- MTV Video Music Awards
  - 2022 – Candidatura Canzone dell'estate per Left and Right[134]
  - 2023 – Canzone dell'estate per Seven (feat. Latto)[56]
  - 2024 – Candidatura Miglior collaborazione per Seven (feat. Latto)[135]
  - 2024 – Candidatura Miglior video K-pop per Seven (feat. Latto)
- Music Awards Japan
  - 2025 – Candidatura Canzone dell'anno per Seven (feat. Latto)[136]
  - 2025 – Candidatura Miglior artista[136]
  - 2025 – Candidatura Miglior album per Golden[136]
  - 2025 – Candidatura Miglior canzone K-pop in Giappone per 3D (feat Jack. Harlow), Never Let Go, Seven (feat. Latto) e Standing Next to You[137]
- Seoul Music Award
  - 2023 – Candidatura Scelta dei fan dell'anno (aprile)[138]
  - 2024 – Bonsang[139]
- TikTok Award Thailand
  - 2023 – Canzone internazionale dell'anno[140]
- UK Music Video Awards
  - 2023 – Candidatura Miglior video pop internazionale per Seven (feat. Latto)[141]

### Guinness dei primati
Record passato, in seguito infranto da altri.
| Pubblicazione        | Anno | Primato                                                                                                  | Fonti   |
| -------------------- | ---- | --- | ------- |
| Guinness dei primati | 2023 | Solista K-pop uomo che ha raggiunto più velocemente 1 miliardo di stream su Spotify                      | [ 142 ] |
| Guinness dei primati | 2023 | Traccia di un artista maschile più riprodotta su Spotify in una settimana per Seven                      | [ 143 ] |
| Guinness dei primati | 2023 | Traccia di un artista maschile più rapida a raggiungere 100 milioni di riproduzioni su Spotify per Seven | [ 143 ] |
| Guinness dei primati | 2023 | Traccia di un artista maschile più rapida a raggiungere un miliardo di riproduzioni su Spotify per Seven | [ 144 ] |
| Guinness dei primati | 2023 | Artista con il maggior numero di primi posti sulla Official MENA Chart                                   | [ 145 ] |